# Тагаев, Хабибулло Тагаевич
Хабибулло Тагаевич Тагаев (17 января 1936 — 2001) — советский и таджикский политический деятель.

## Биография
Тагаев Хабибулло родился в 1936 году в кишлаке Муходжирабад Фархорского района в семье служащего. В 1954 году поступил в Московскую сельскохозяйственную академию им. К. А. Тимирязева, которую успешно окончил в 1959 году.

## Карьера
С 1950 по 1954 год работал учителем начальных классов в семилетней школе Фархорского района Кулябской области.
С 1959 по 1961 год работал главным агрономом колхоза им. Калинина Фархорского района, а в 1961 году стал председателем колхоза им. Куйбышева. В последующие годы работал младшим научным сотрудником научно-исследовательского института сельского хозяйства (1961—1962), агрономом совхоза «Орджоникидзеабадский» (1962—1963) и председателем колхоза им. Калинина Фархорского района Кулябской области (1963—1974).
В 1974—1976 годах был председателем исполкома Фархорского райсовета депутатов трудящихся Кулябской области Таджикской ССР.
В 1976—1978 годах был слушателем Академии общественных наук при ЦК КПСС в Москве.
В 1978—1980 годах — заместитель председателя исполкома Кулябского областного Совета народных депутатов Таджикской ССР.
В 1980—1986 годах — Первый секретарь Фархорского райкома КП Таджикистана.

## Награды и достижения
- Орден Трудового Красного Знамени.
- Два ордена «Знак Почёта».
- Депутат Верховного Совета Таджикской ССР.
- Член ЦК Компартии Таджикистана.